# Boeterente
Boeterente is het bedrag dat hypotheekverstrekkers in rekening brengen aan hun klanten als zij hun hypotheek ineens aflossen of als ze van hun rentevaste periode af willen. Dit laatste gebeurt vooral bij consumenten die de hypotheek willen oversluiten naar een andere aanbieder. Als vergoeding voor het openbreken van de afspraak met de hypotheekverstrekker brengen deze in veel gevallen een boete in rekening. Bij leningen met variabele rente (buiten Nederland is dit vaak nog de norm voor hypotheken) kan men in principe zonder extra kosten versneld aflossen; daar staat uiteraard wel het feit dat renterisico geheel bij de leningnemer ligt tegenover.
Op 14 juli 2016 trad de Europese hypothekenrichtlijn of Mortgage Credit Directive (MCD) in werking. Deze stelde onder meer dat de boeterente die de klant voor het vervroegd aflossen betaalt niet hoger mag zijn dan het financiële nadeel dat de bank daarvan ondervindt. 
Uit onderzoek van Radar en Ikbenfrits bleek in september 2016 dat alle onderzochte Nederlandse banken een te hoge boete in rekening brachten. De Autoriteit Financiële Markten (AFM) kwam begin 2017 met nieuwe rekenregels voor het berekenen van de boeterente.

## Berekening
Er wordt een boete in rekening gebracht wanneer de hypotheekrente de consument eerder dan het einde van de rentevaste periode het hypotheekcontract wil ontbinden. Dit kan door aflossing van de hypotheek of het oversluiten van de hypotheek naar een nieuwe bank of hypotheekaanbieder. De boete die aanbieders in rekening brengen bestaat uit een vergoeding voor vervroegde aflossing op basis van de netto-contante-waardemethode. Hieronder staat het stappenplan weergeven voor het berekenen van de boeterente.

### Stap 1: Actuele hypotheek
Oorspronkelijk hypotheekschuld − boetevrij aflossingsbedrag − reguliere aflossing
Hierin is:
- Oorspronkelijke hypotheekschuld = oorspronkelijke leenbedrag
- Boetevrij aflossingsbedrag = in de voorwaarden van de hypotheek staat hoeveel elk jaar boetevrij mag worden afgelost. Dit is minimaal 10% van de oorspronkelijke hypotheekschuld.
- Reguliere aflossing = bij de annuïteitenhypotheek en lineaire hypotheek wordt er maandelijks afgelost. Deze mogen in mindering worden gebracht op de oorspronkelijke hypotheekschuld. Ook de spaarspot die hoort bij de spaarhypotheek gekoppeld aan de eigen woning mag in mindering worden gebracht.

### Stap 2: Gemiste rentebetalingen
(Contractrente − vergelijkingsrente) × actuele hypotheek × resterende rentevaste periode
Hierin is:
- Contractrente = de rente die nu wordt betaald voor de hypotheek
- Vergelijkingsrente = de actuele rente die de hypotheekverstrekker nu aanbiedt voor de resterende rentevaste periode
- Resterende rentevaste periode = oorspronkelijke rentevaste periode − verstreken periode

### Stap 3: Contant maken
Gemiste rentebetaling × vergelijkingsrente